# Mesosemia parishi
Mesosemia parishi är en fjärilsart som beskrevs av Druce 1904. Mesosemia parishi ingår i släktet Mesosemia, och familjen Riodinidae. Inga underarter finns listade i Catalogue of Life.